# چوئو، اوساکا

نقشه

بخش چوئو، اوساکا (به ژاپنی: 中央区 Chūō-ku) یکی از مناطق ۲۴ گانه اوساکا در ژاپن است. مساحت آن ۸٫۸۸ کیلومتر مربع و جمعیت آن ۶۰٬۰۸۵ نفر است.